# Ejin Horo
Ejin Horo är ett mongoliskt baner som lyder under Ordos i den autonoma regionen Inre Mongoliet i nordvästra Kina.